# Achill Island
Achill Island (in gaelico irlandese: Acaill; Oileán Acla) è l'isola più grande al largo dell'Irlanda, da cui è separata da uno stretto braccio di mare, e fa parte della Contea di Mayo, nella Repubblica d'Irlanda.  
È collegata alla terraferma da un ponte girevole, il Michael Davitt Bridge, tra i villaggi di Achill Sound e Polranny.
Achill Island è meta in estate di folti gruppi di turisti, molti dei quali amanti del surf.
Ha una popolazione di 2 700 abitanti ed un'area di 147 km².
L'87% del territorio dell'isola è formato da brughiere. Molte delle strutture di Achill sono al di là del ponte, nella penisola di Corraun, che viene spesso considerata come Achill: gli abitanti dell'isola chiamano spesso Achill anche quel territorio, e gli abitanti di Corraun spesso si appellano come Achill people.

## Geografia
Achill Island presenta un territorio piuttosto particolare, caratterizzato da montagne, alte scogliere e spiagge lunghissime. Il terreno è caratterizzato quasi prevalentemente da torbiere e brughiere a erica, o semplicemente pietra.
Achill Head è uno dei punti più occidentali di tutta l'Irlanda, oltre che dell'isola stessa, mentre molto impervia è la montagna di Slievemore a nord. Accanto allo Slievemore, appena dietro la spiaggia di Keem, si innalza un monte particolare, chiamato Croaughan, le cui pendici settentrionali cadono direttamente in mare formando quelle che molti considerano le scogliere più alte d'Europa: questo record tuttavia viene spesso attribuito alle Slieve League in Donegal, anche se più basse, perché più note e di più facile accesso. In realtà le scogliere più alte d'Europa sono in Norvegia.
A distanza molto ravvicinata da Achill Island, poco più a sud, sorge nell'oceano un piccolo isolotto noto come Achill beg (dal gaelico Acaill beigh, che significa "piccola Achill"). Gli abitanti di questa piccola isola, ormai disabitata, furono trasferiti su Achill negli anni sessanta.

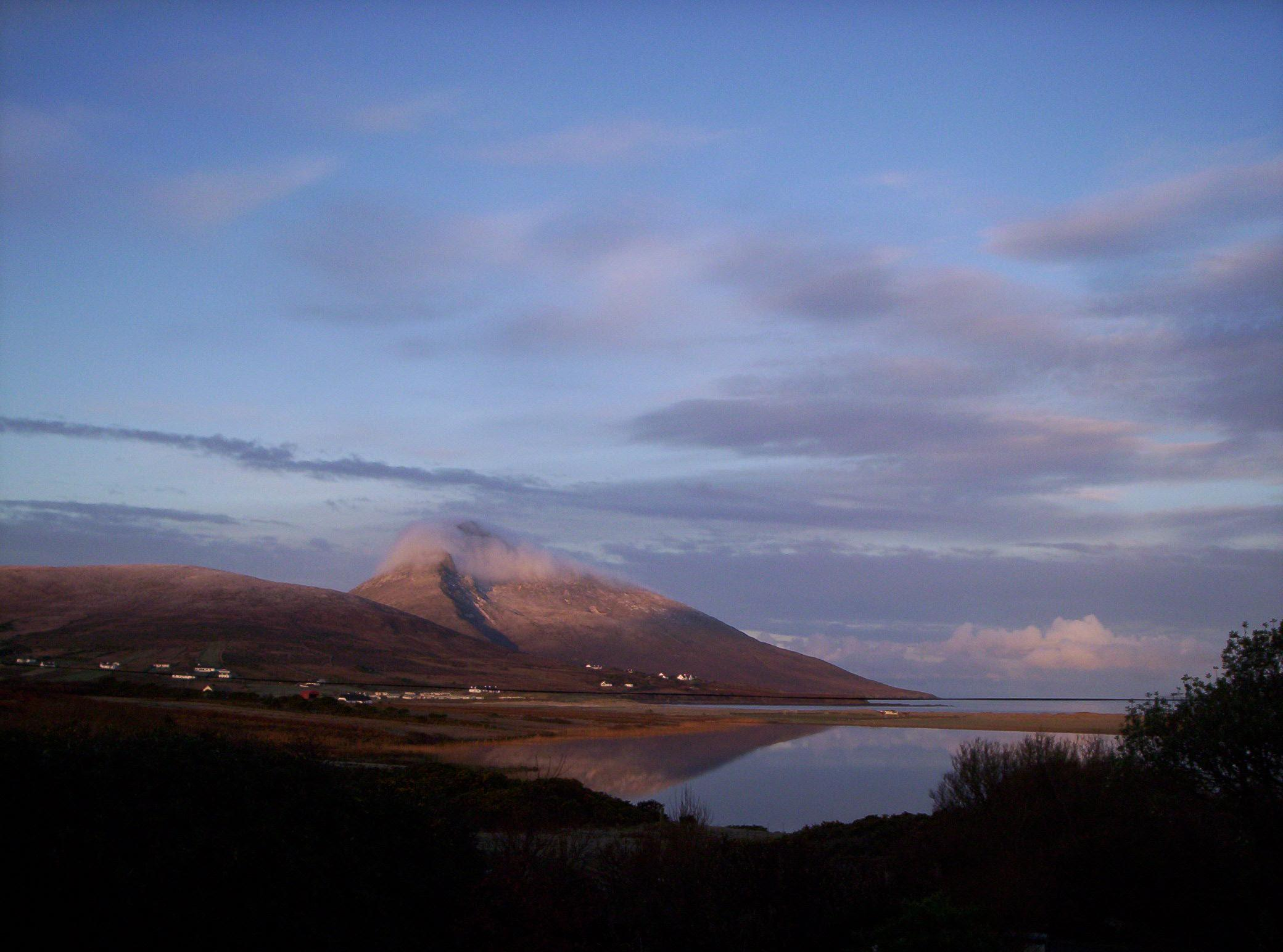
Lo Slievemore, secondo monte più alto dell'isola
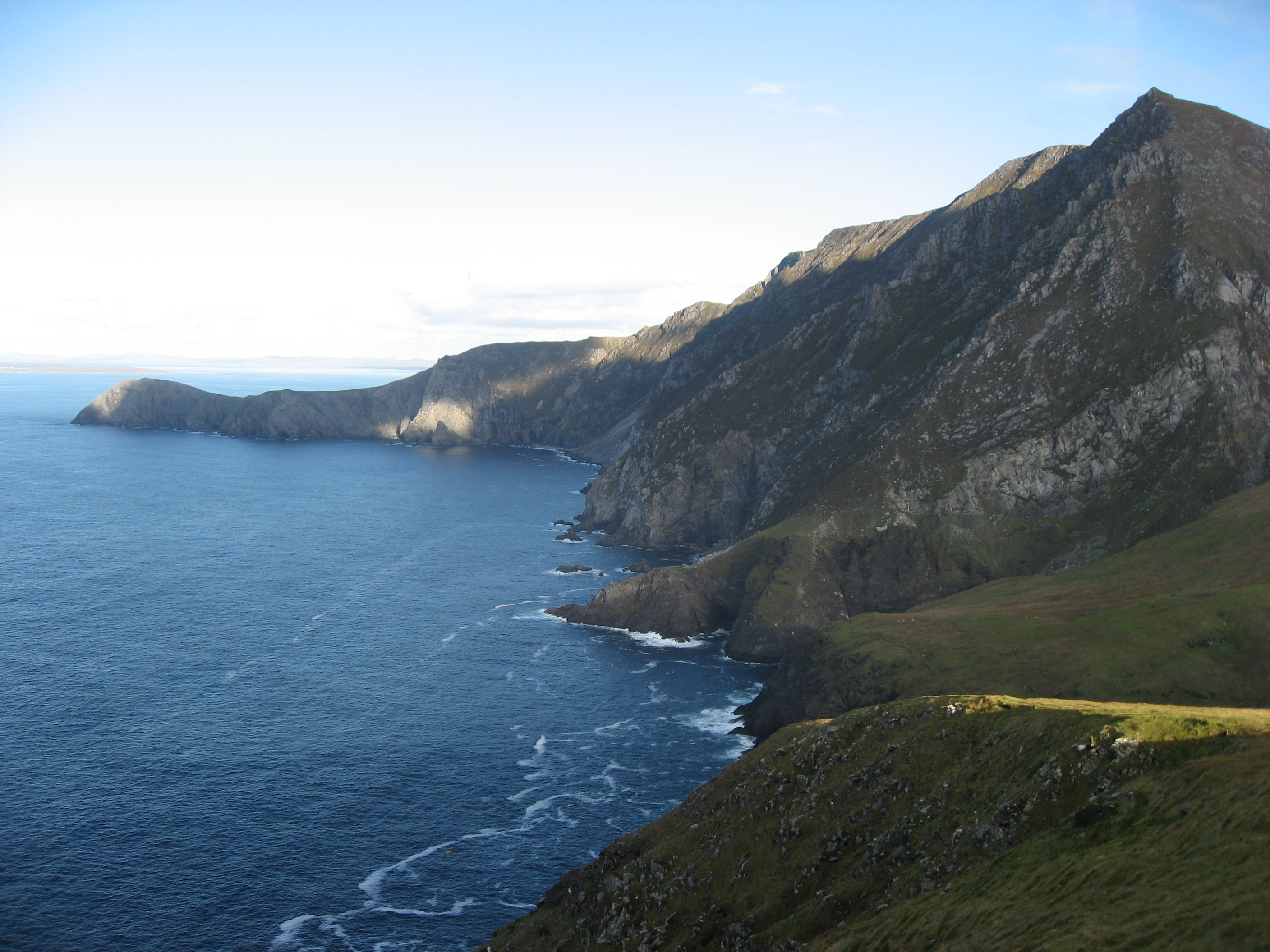
Croaghaun, vetta principale e scogliera tra le più alte d'Europa
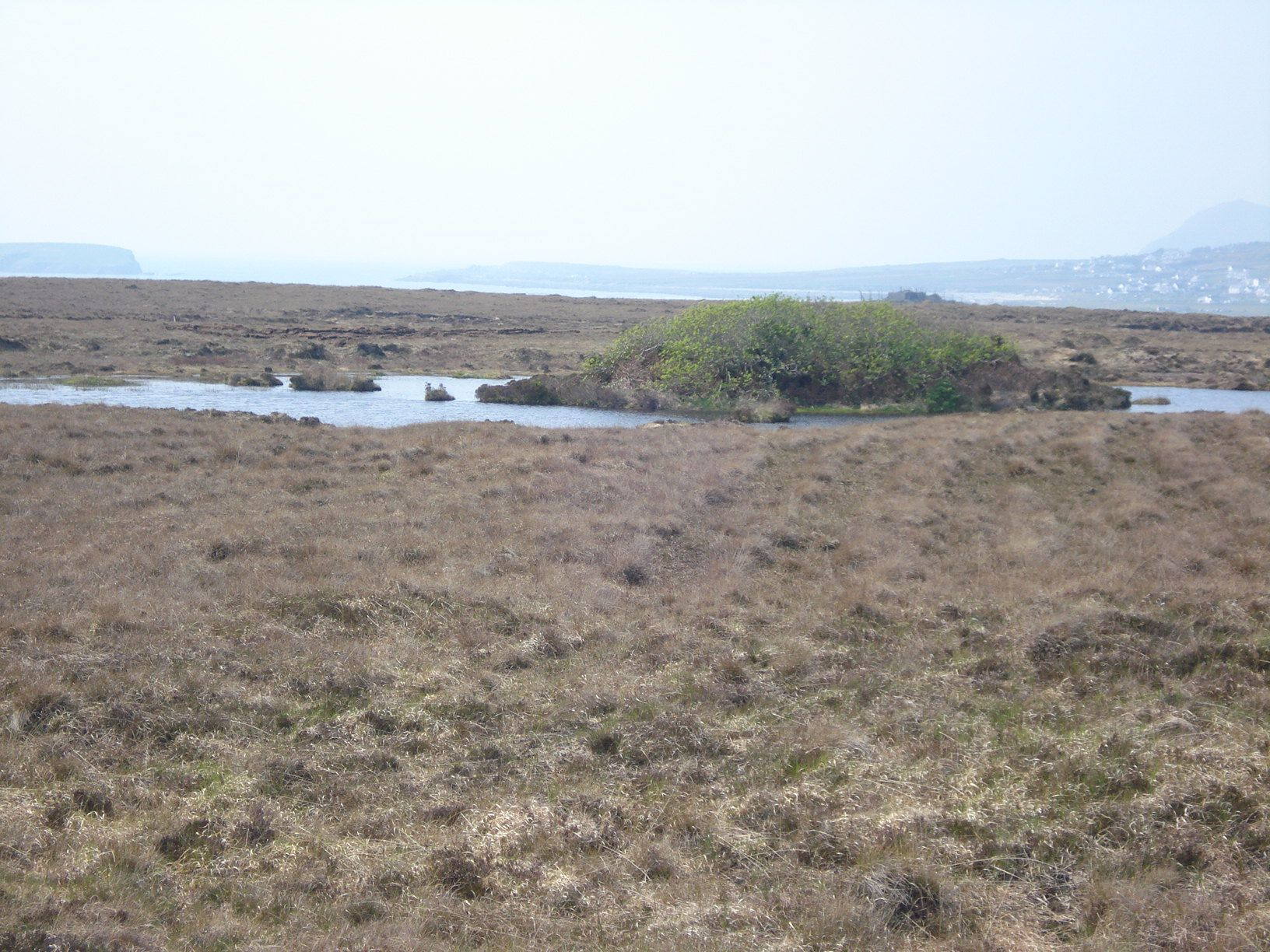
Torbiera, comune sull'isola
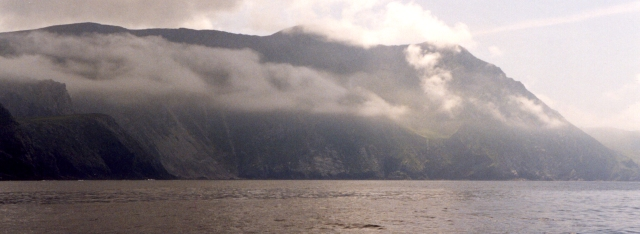
Achill Head

## Monumenti e luoghi d'interesse
Achill Island è famosa per molti punti visitati regolarmente dai turisti. Lasciato il villaggio di Achill Sound si può scegliere se intraprendere il percorso noto come Atlantic Drive, una strada impervia su montagne a picco sul mare, molto suggestiva (celebri le scogliere di Minaun), o proseguire dritti verso altre località come Keel, apprezzatissima spiaggia ideale per il surf, o Keem, spiaggia più piccola ma particolarmente spettacolare in quanto racchiusa fra due montagne, una piuttosto bizzarra, la Moytoge Head che finisce interamente in mare con la sua forma tonda. Al largo di questa baia nuotano numerosi gli squali elefanti (Cetorhinus maximus), innocui per l'uomo.
Alle pendici dello Slievemore inoltre sorge un villaggio disabitato (Deserted Village) lasciato intatto dopo che fu abbandonato e distrutto durante la Great Famine (Grande carestia), ma la zona è ricchissima anche di tombe neolitiche di circa 5000 anni fa. Presente anche una torre Martello della prima guerra mondiale costruita dagli inglesi per evitare attacchi tedeschi e francesi. Poco distante da Keel si trova Cathedral Rocks, strabiliante scogliera scolpita dal mare e dal vento.

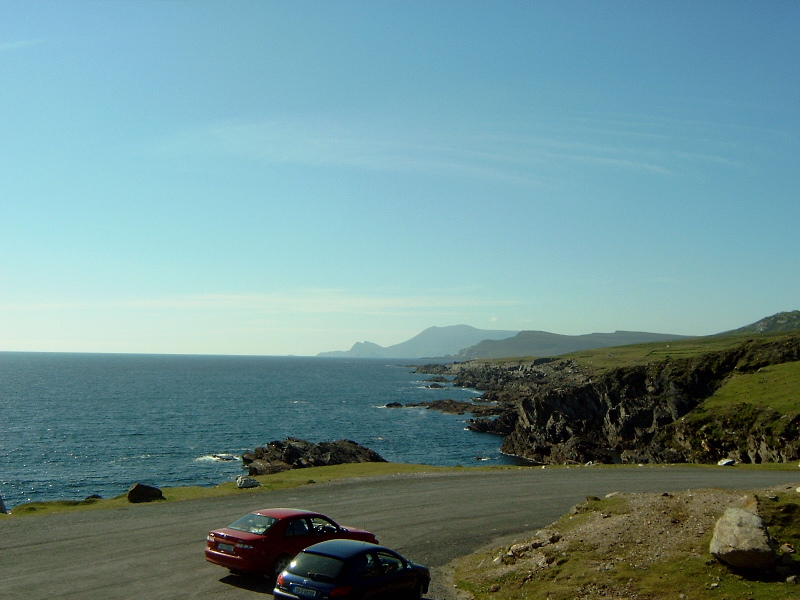
Tratto dell'Atlantic Drive
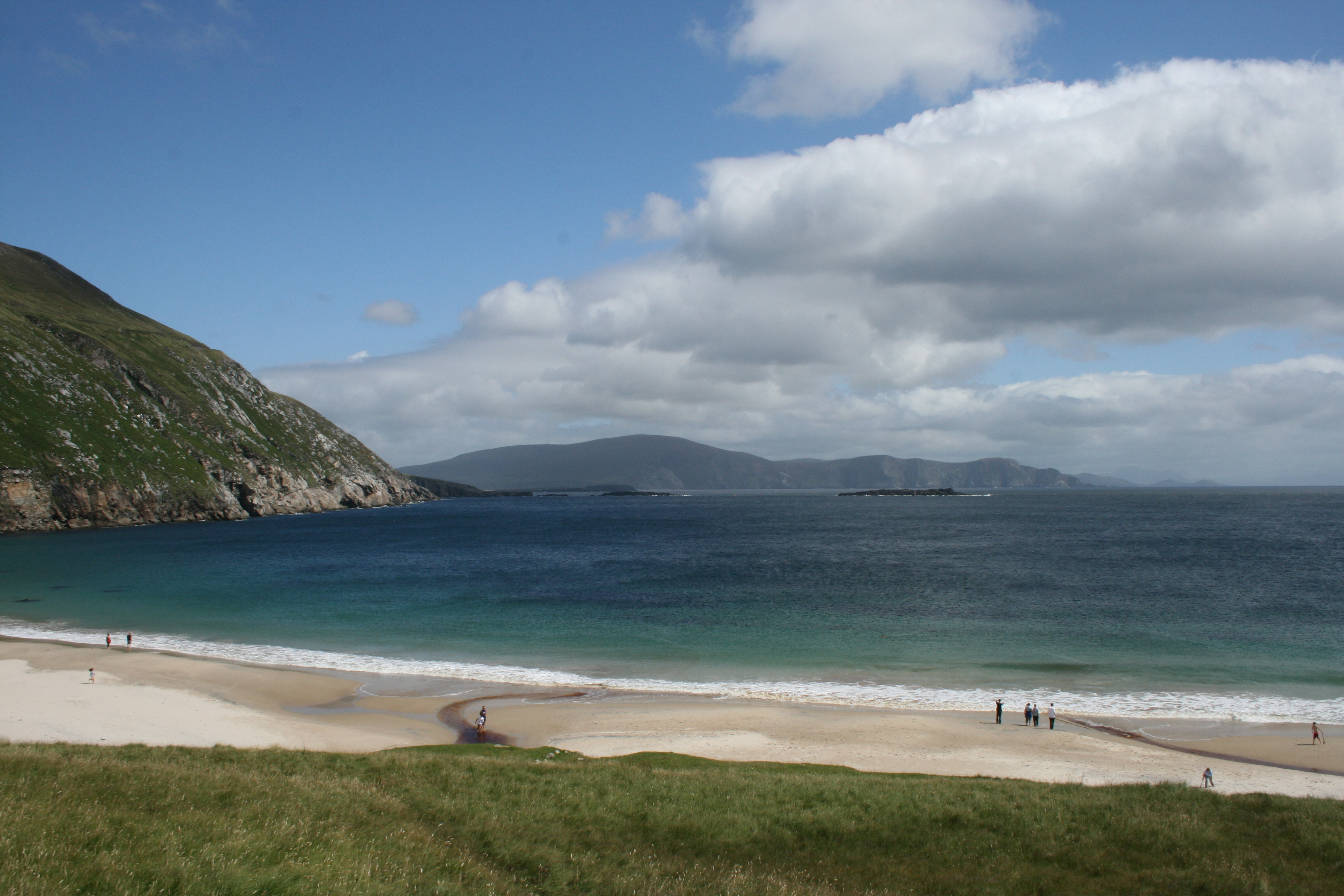
Baia di Keem
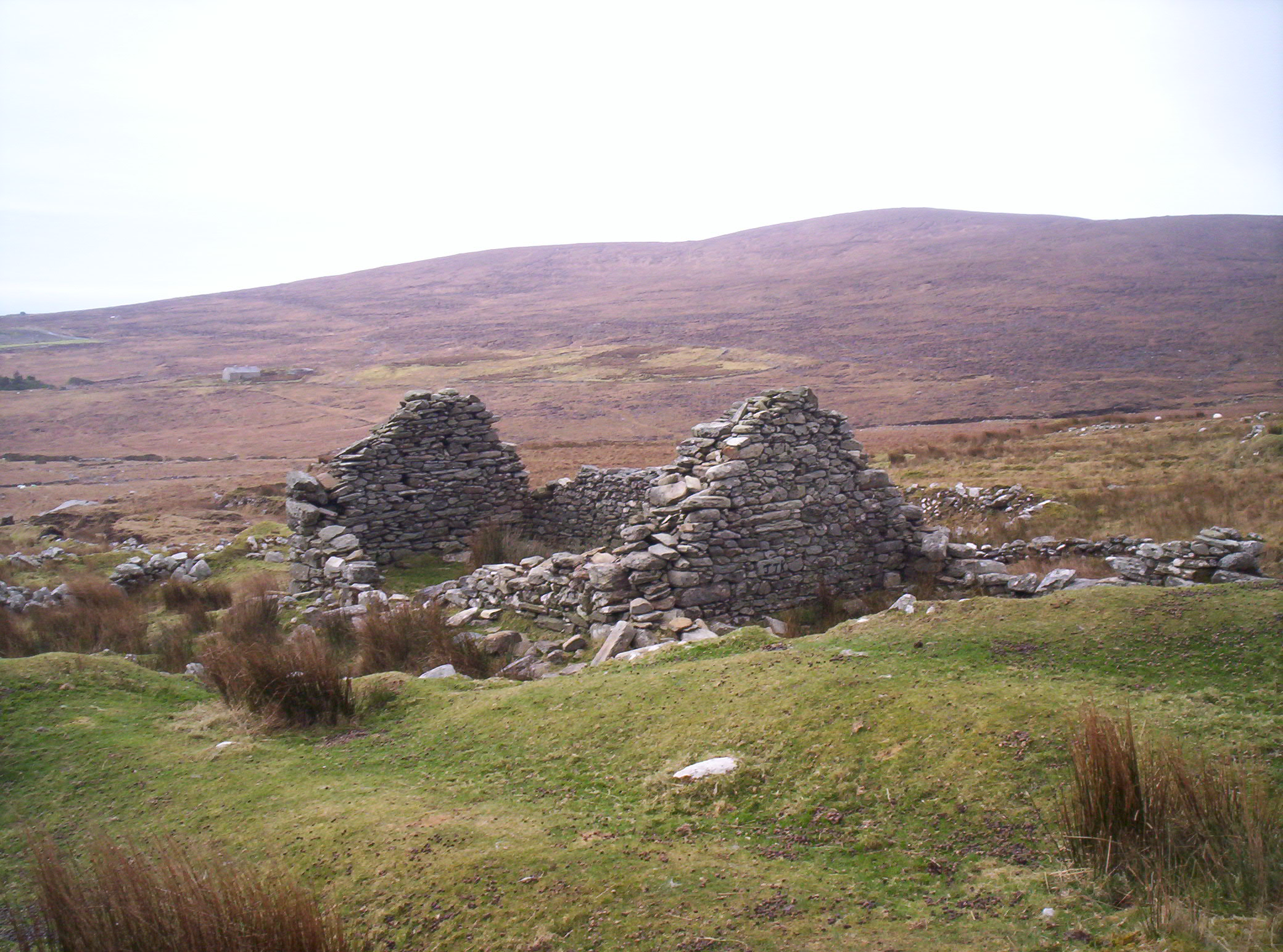
Abitazioni abbandonate
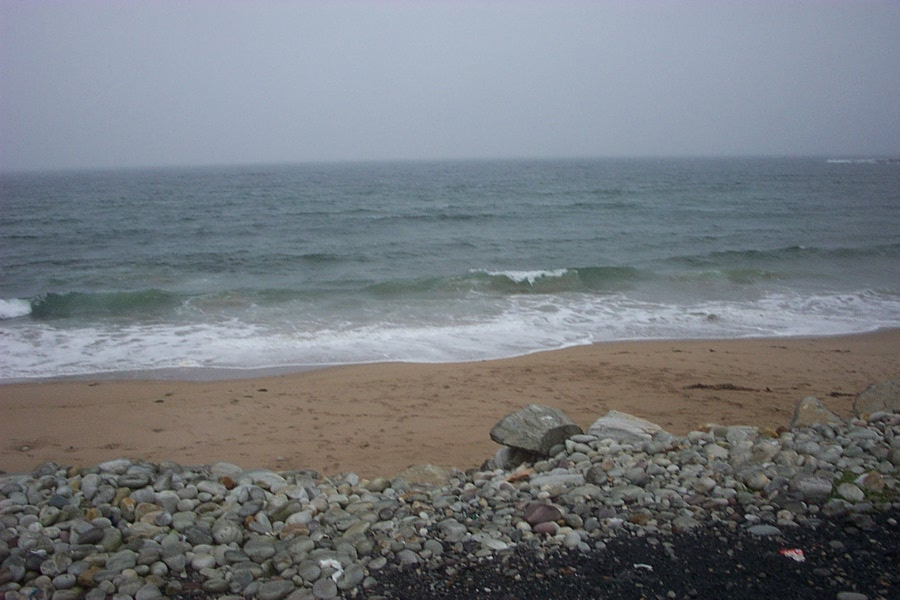
Spiaggia di Keel

### Demografia
La tabella che segue riporta dati sulla popolazione dell'isola tratti dal libro Discover the Islands of Ireland (Alex Ritsema, Collins Press, 1999) e dai censimenti irlandesi. I dati censuari in Irlanda prima del 1841 non sono considerati completi né sufficientemente affidabili.
| 1841 | 1851 | 1901 | 1951 | 1996 | 2002 | 2006 | 2011 |
| ---- | ---- | ---- | ---- | ---- | ---- | ---- | ---- |
| 4901 | 4030 | 4825 | 4906 | 2718 | 2620 | 2620 | 2569 |

## Economia
L'economia dell'isola è basata quasi interamente sul turismo, nonostante qualche sporadico tentativo di impiantare delle piccole industrie. Senza le sovvenzioni e le rimesse di tanta gente del luogo emigrata negli Stati Uniti o in altre parti del mondo, non ci sarebbe senz'altro l'attuale popolazione, che continua comunque a trasferirsi altrove in Irlanda per gli effetti dello sviluppo economico della cosiddetta Celtic Tiger.
L'agricoltura è scarsissima, questo a causa del terreno impervio, mentre la pesca, che in passato è stata la principale risorsa economica del luogo, sta perdendo sempre più d'importanza. Sopravvive ancora il piccolo allevamento, più che altro di ovini.